# 에밀리 미드
에밀리 미드(Emily Meade, 1989년 1월 10일 ~ )는 미국의 배우이다.

## 작품 목록

### 영화
- 머니 몬스터 - 몰리 역
- 너브 - 시드니 역
- 마더, 메이 아이 슬립 위드 댄저?
- 트라이얼 바이 파이어

### 드라마
- 더 듀스 (HBO, 미국) - 로리 역